# Sphingini
Sphingini este un trib care conține specii de molii din familia Sphingidae.

## Taxonomie
- Genul Amphimoea
- Genul Amphonyx
- Genul Apocalypsis
- Genul Ceratomia
- Genul Cocytius
- Genul Dolba
- Genul Dolbogene
- Genul Dovania
- Genul Ellenbeckia
- Genul Euryglottis
- Genul Hoplistopus
- Genul Ihlegramma
- Genul Isoparce
- Genul Lapara
- Genul Leucomonia
- Genul Lintneria
- Genul Litosphingia
- Genul Lomocyma
- Genul Macropoliana
- Genul Manduca
- Genul Meganoton
- Genul Morcocytius
- Genul Nannoparce
- Genul Neococytius
- Genul Neogene
- Genul Oligographa
- Genul Panogena
- Genul Pantophaea
- Genul Paratrea
- Genul Poliana
- Genul Praedora
- Genul Pseudococytius
- Genul Pseudodolbina
- Genul Psilogramma
- Genul Sagenosoma
- Genul †Sphingidites
- Genul Sphinx
- Genul Thamnoecha
- Genul Xanthopan

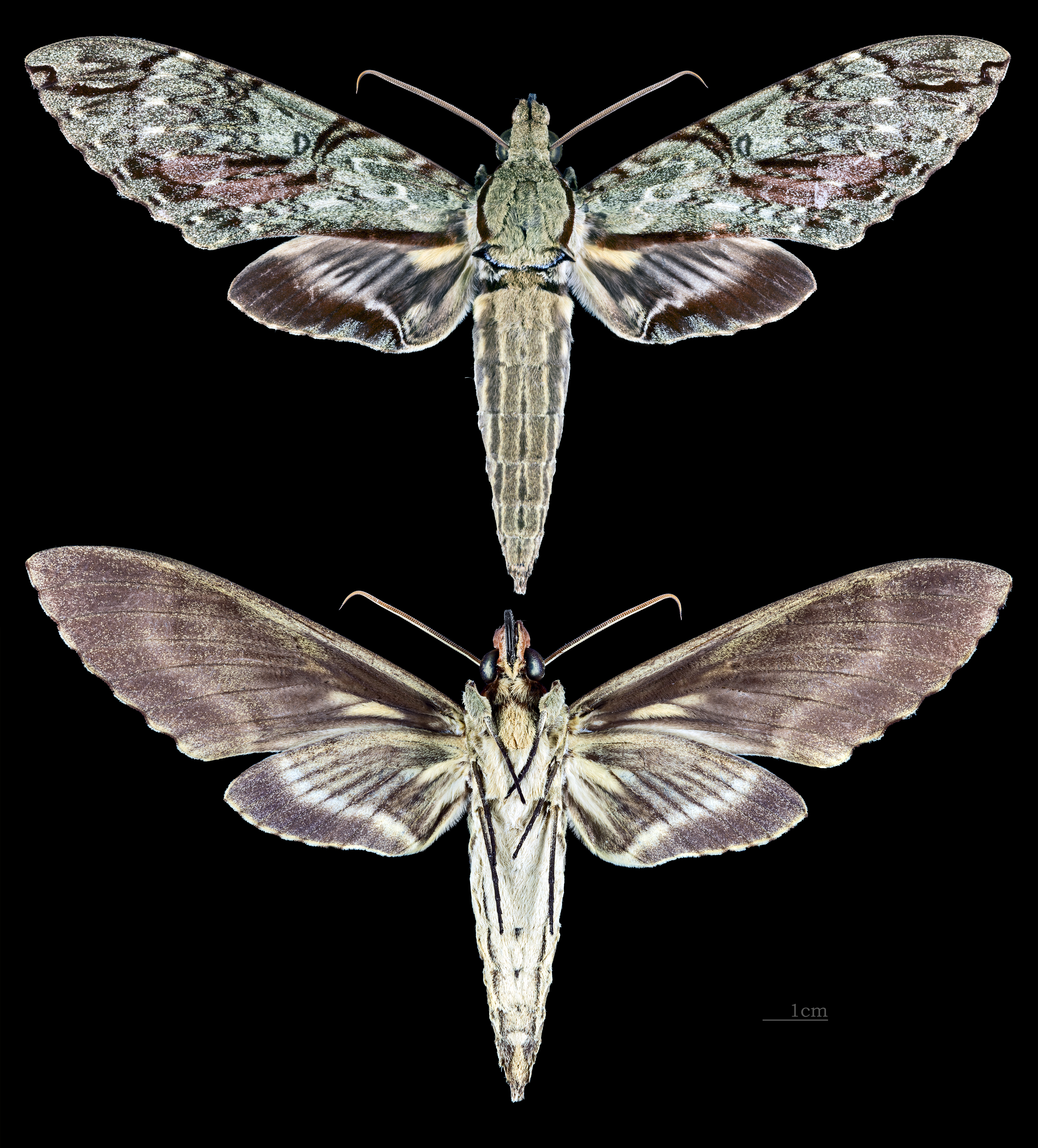
Amphimoea
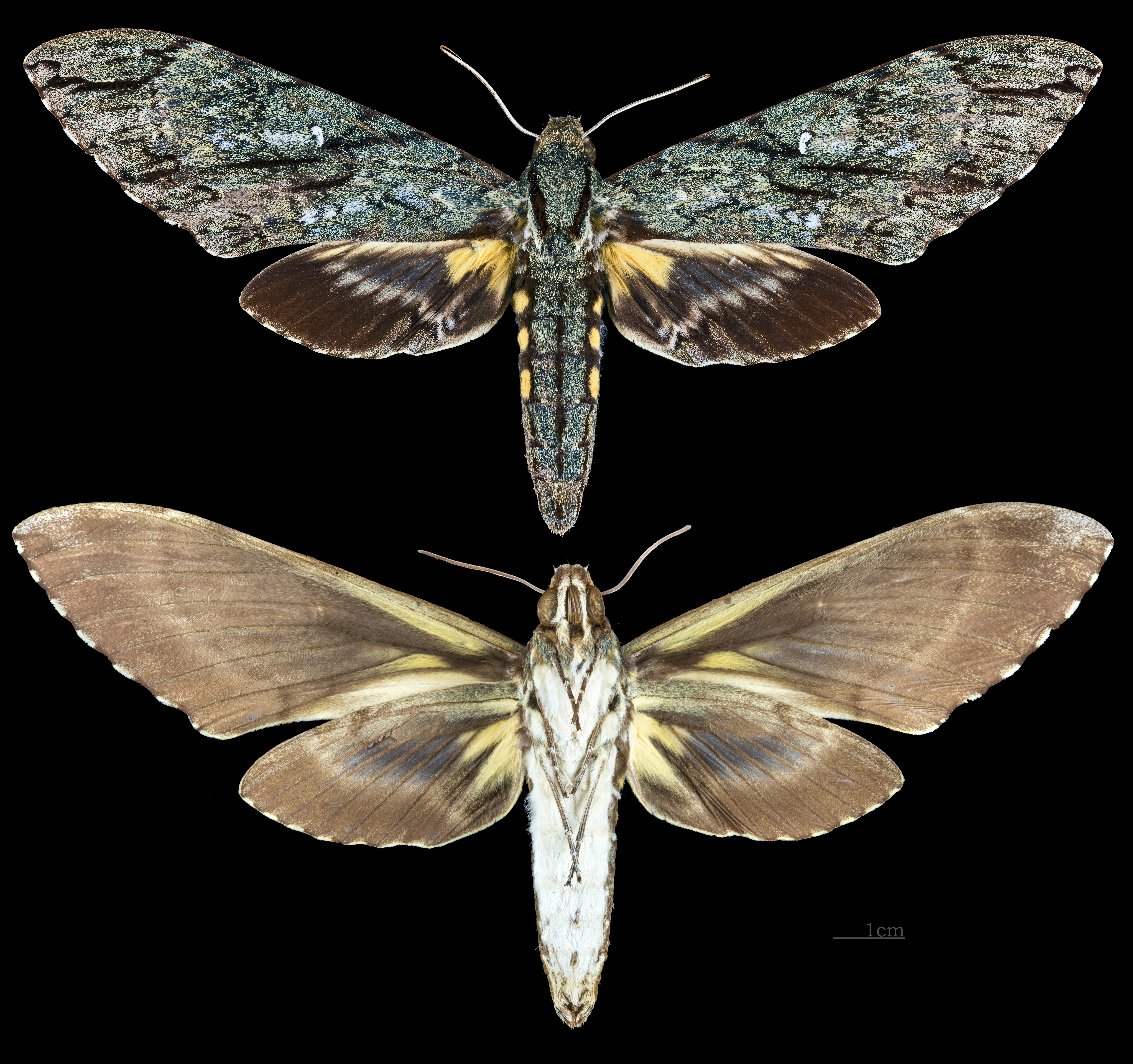
Amphonyx
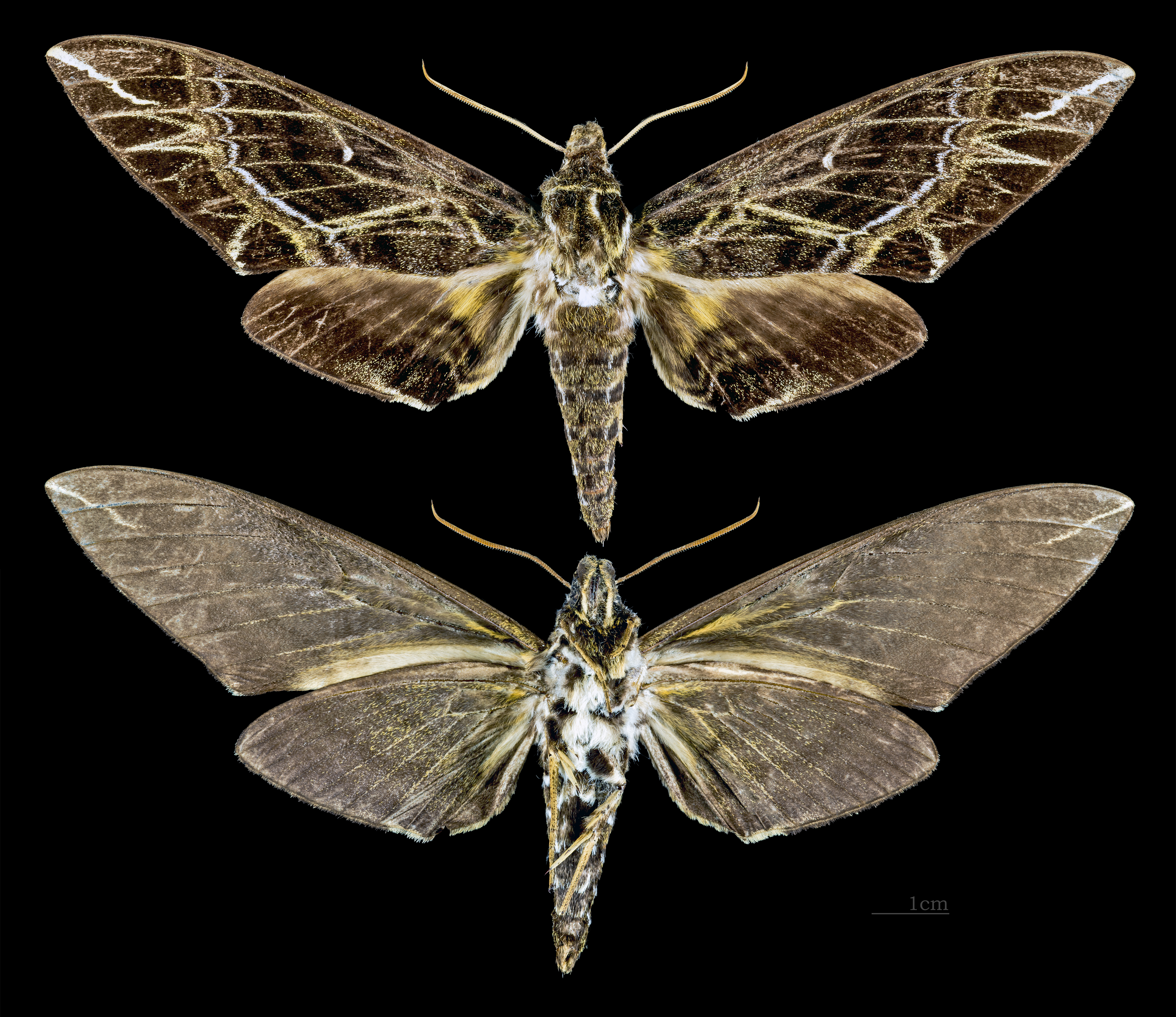
Apocalypsis
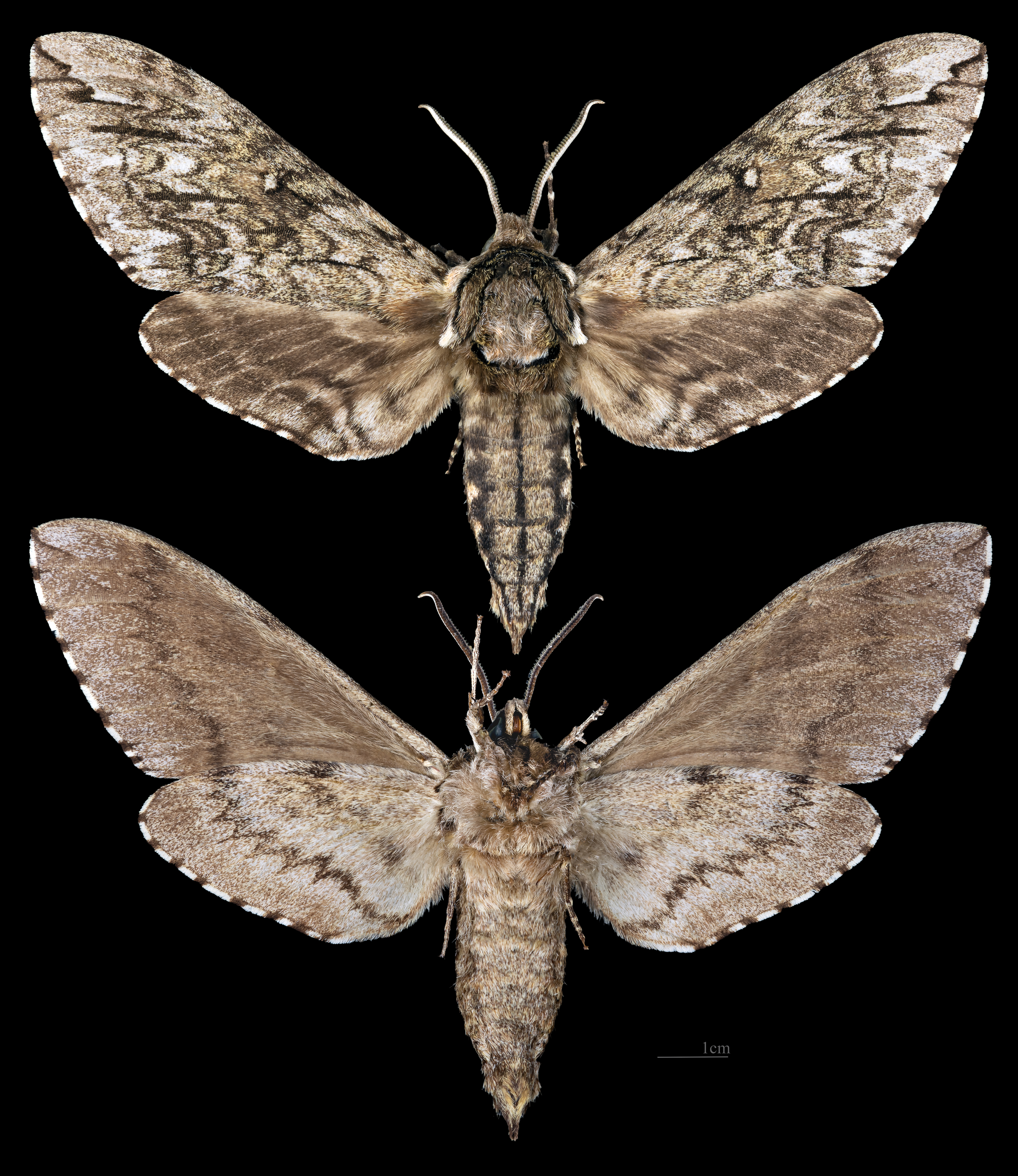
Ceratomia
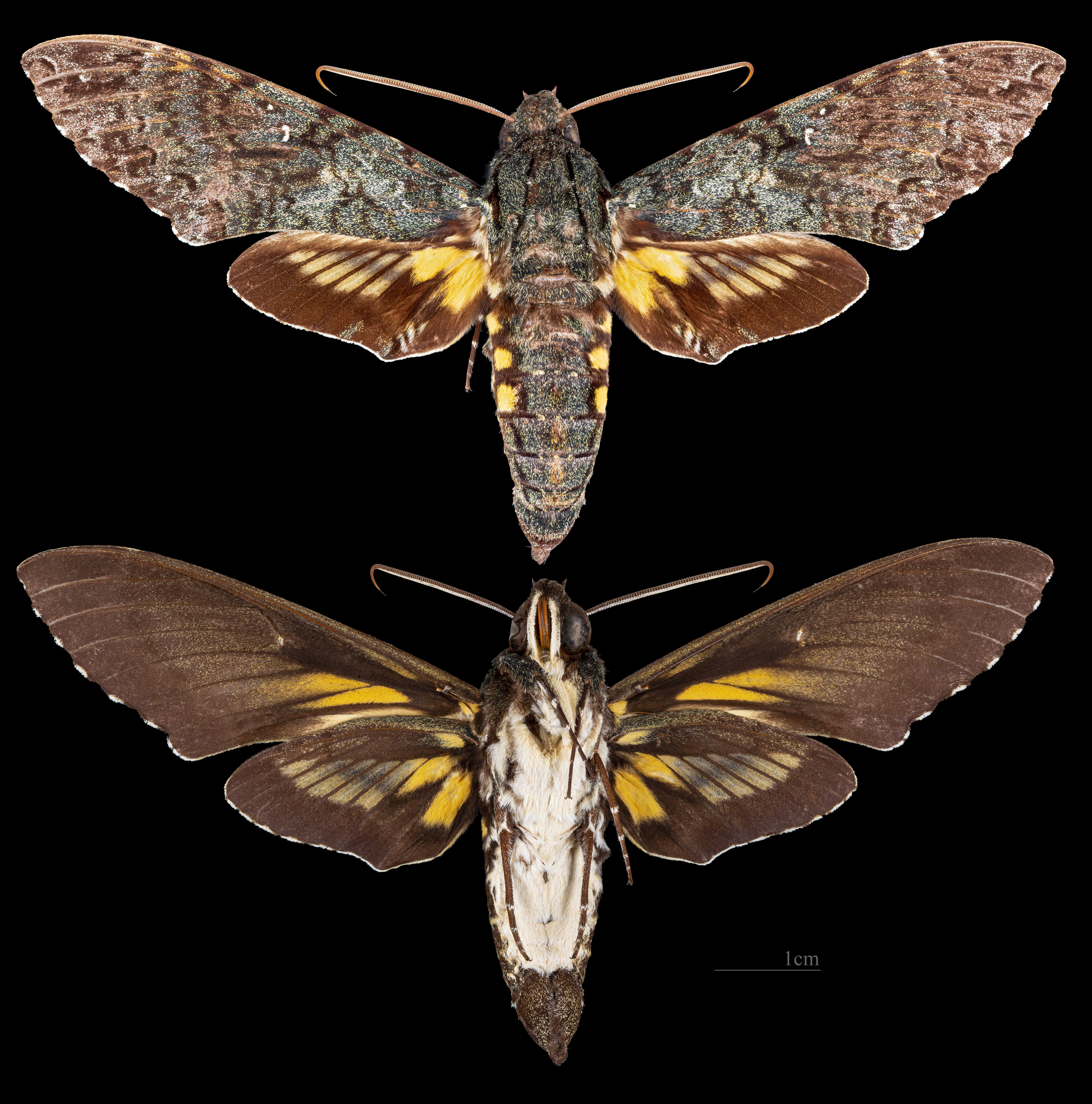
Cocytius
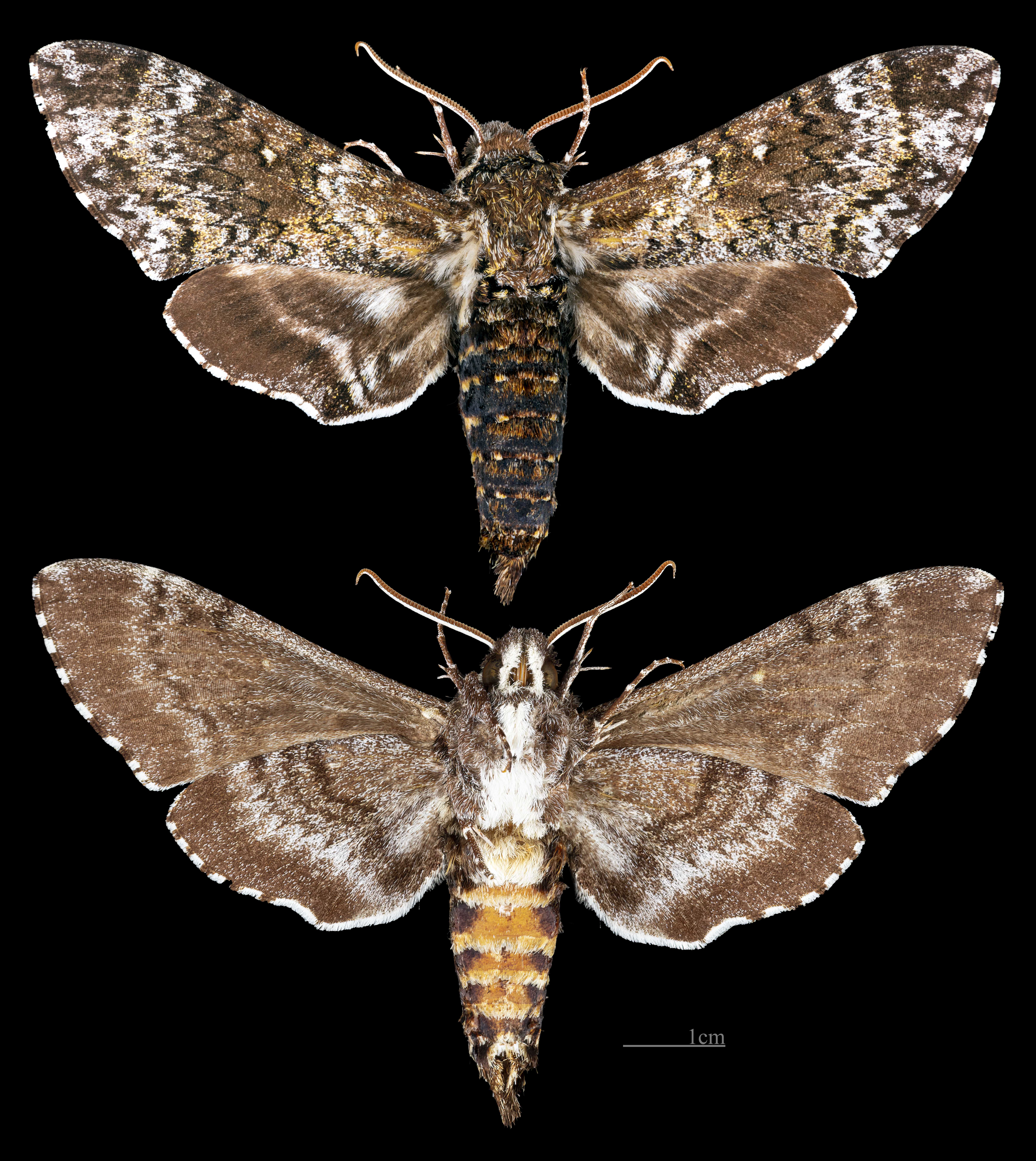
Dolba
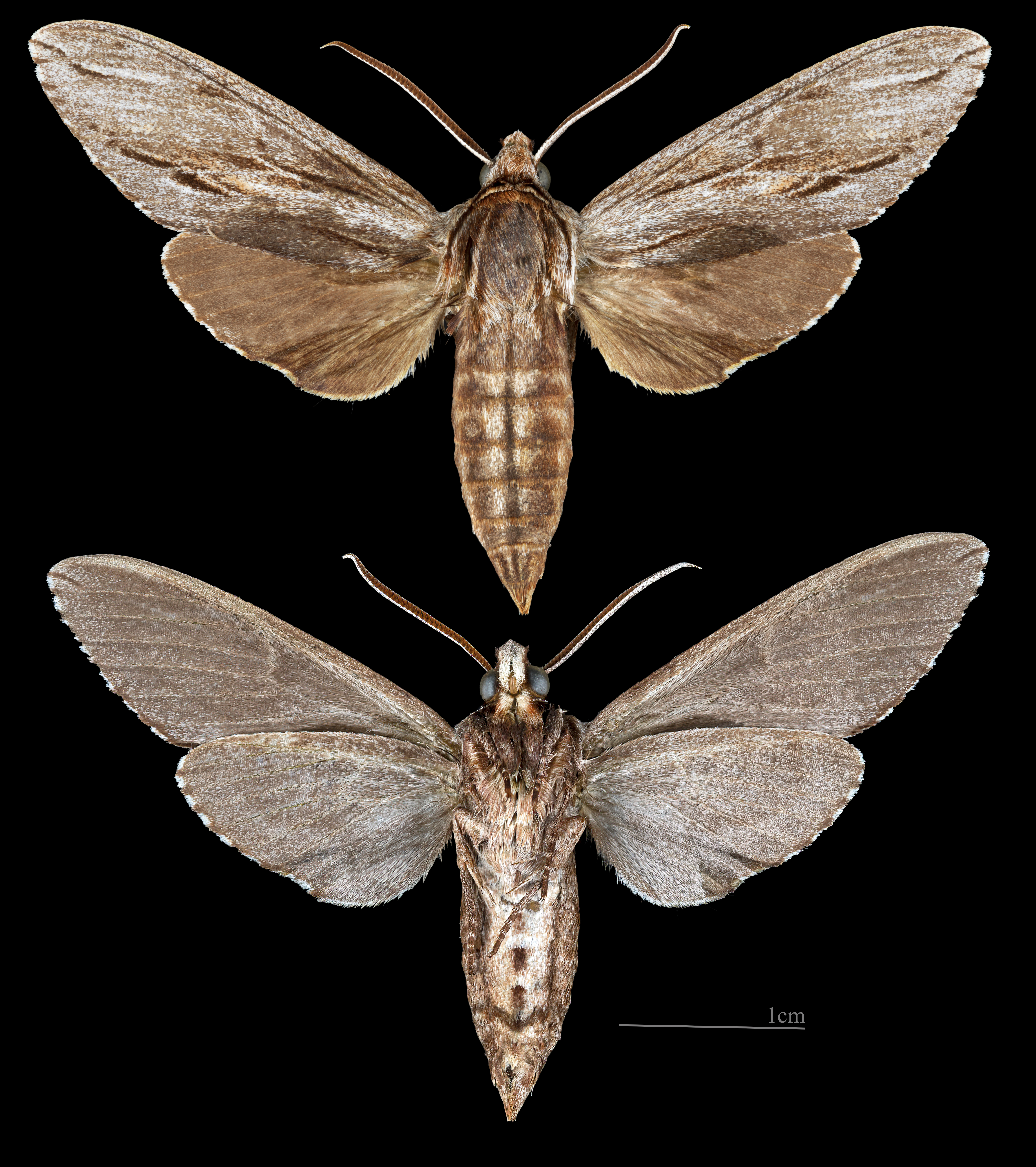
Isoparce
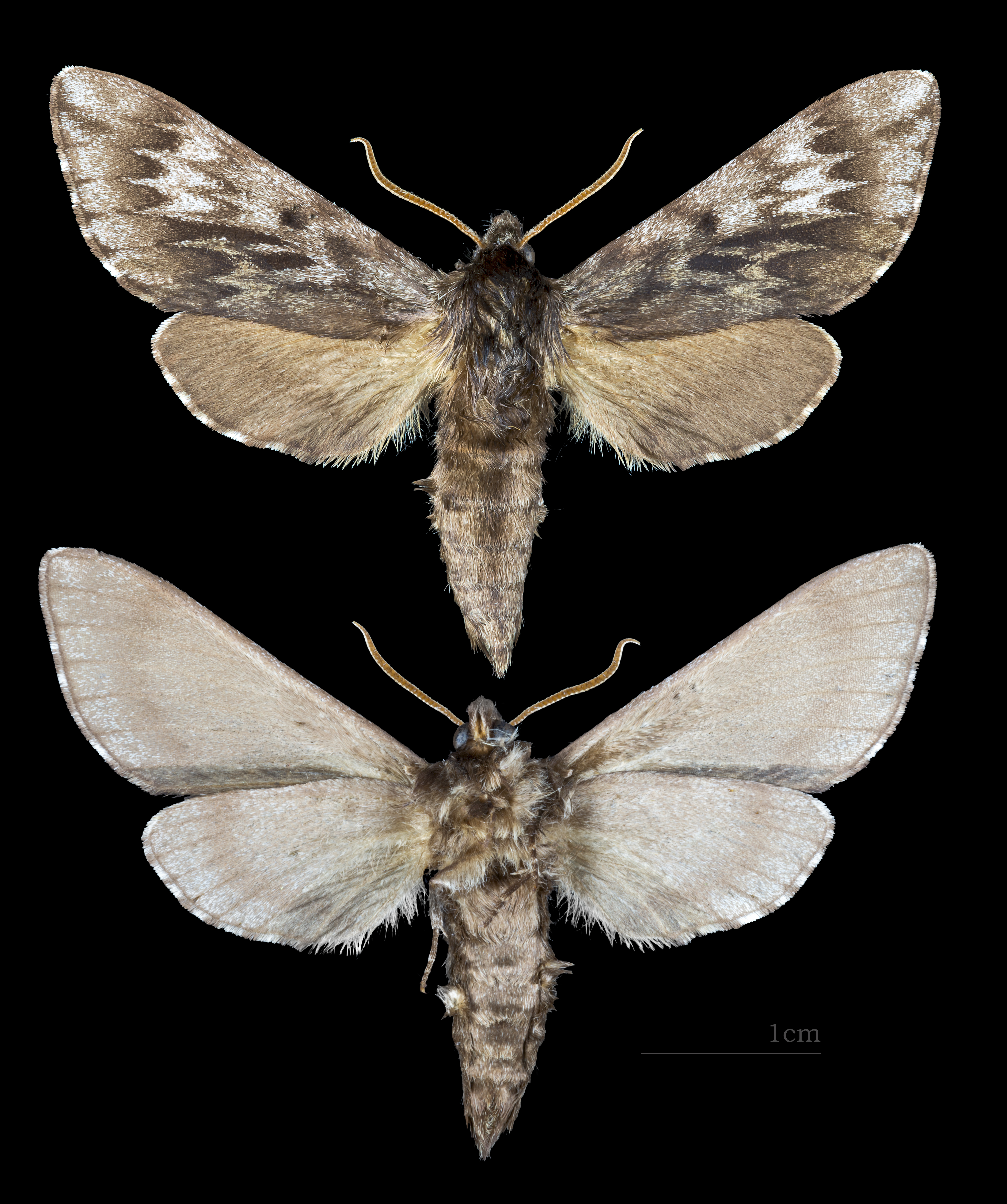
Lapara
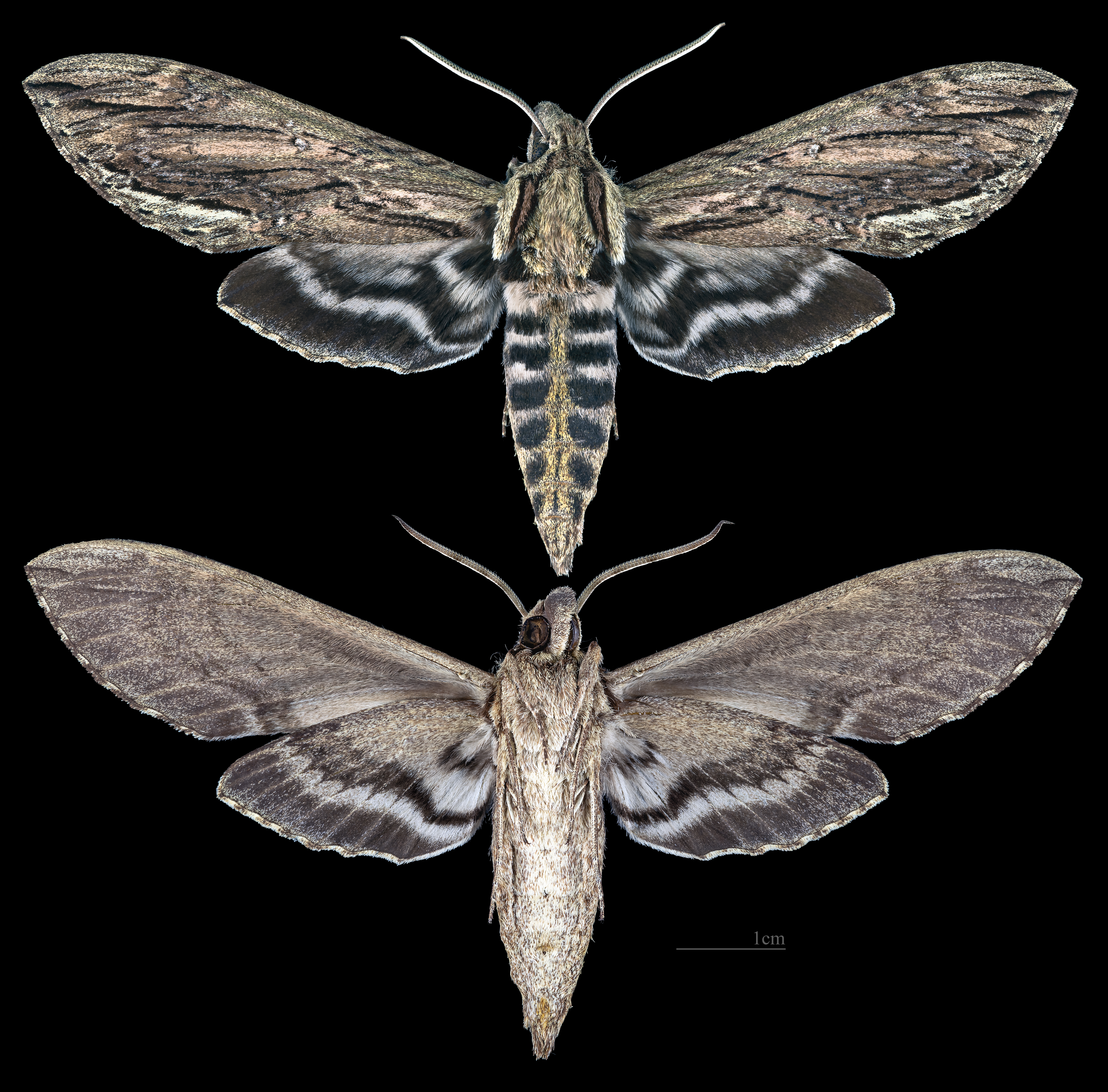
Lintneria
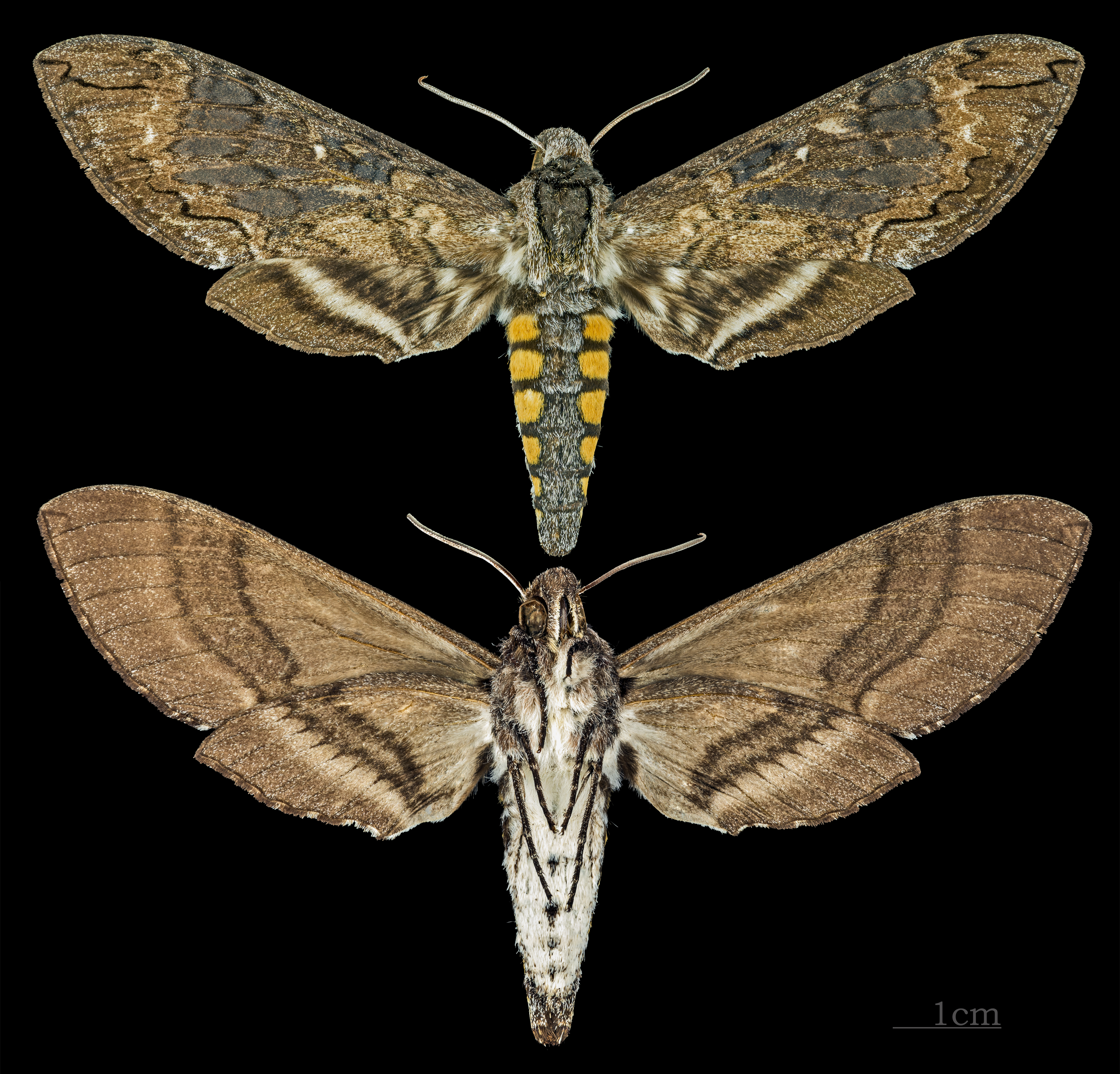
Manduca
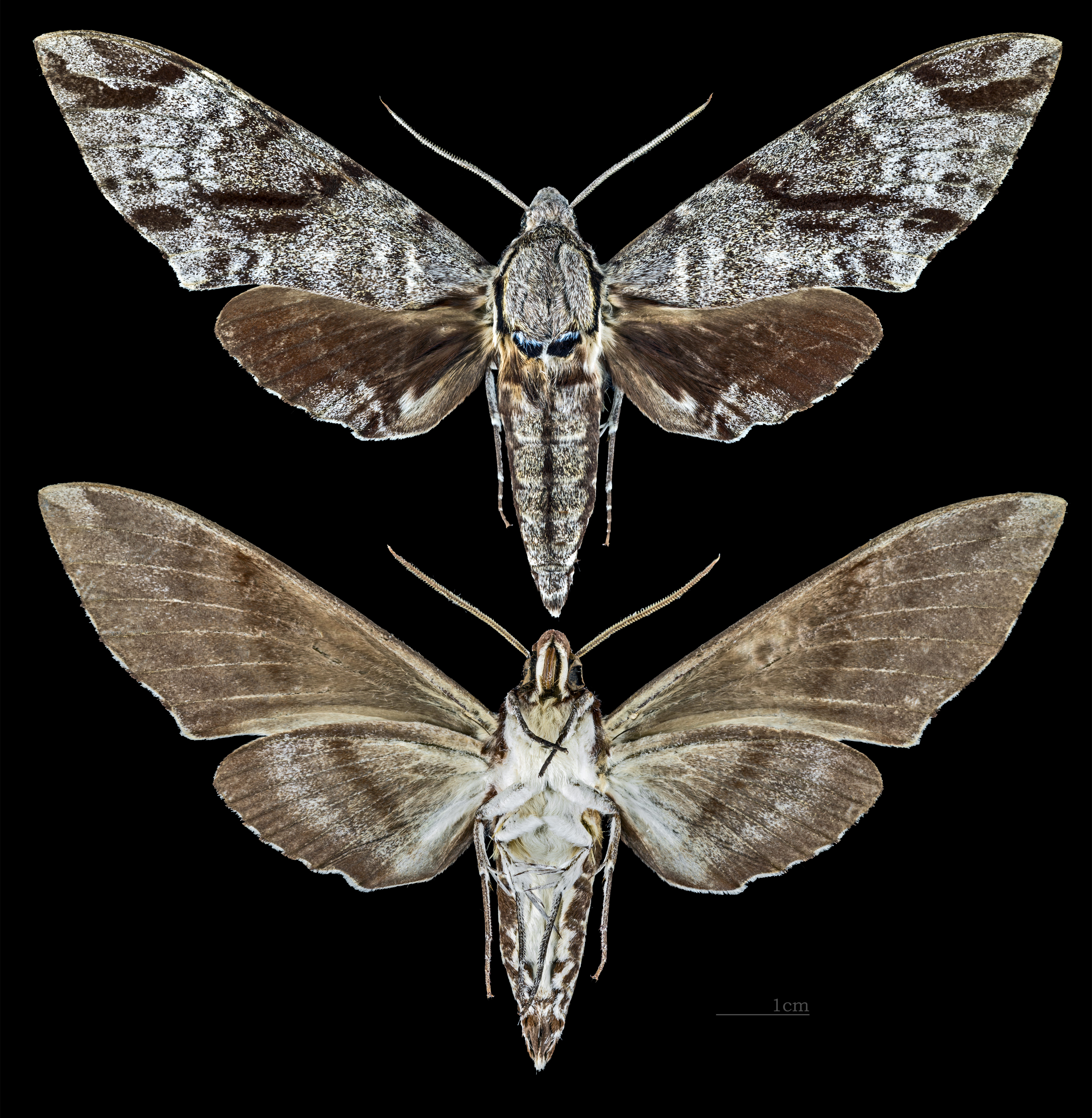
Meganoton
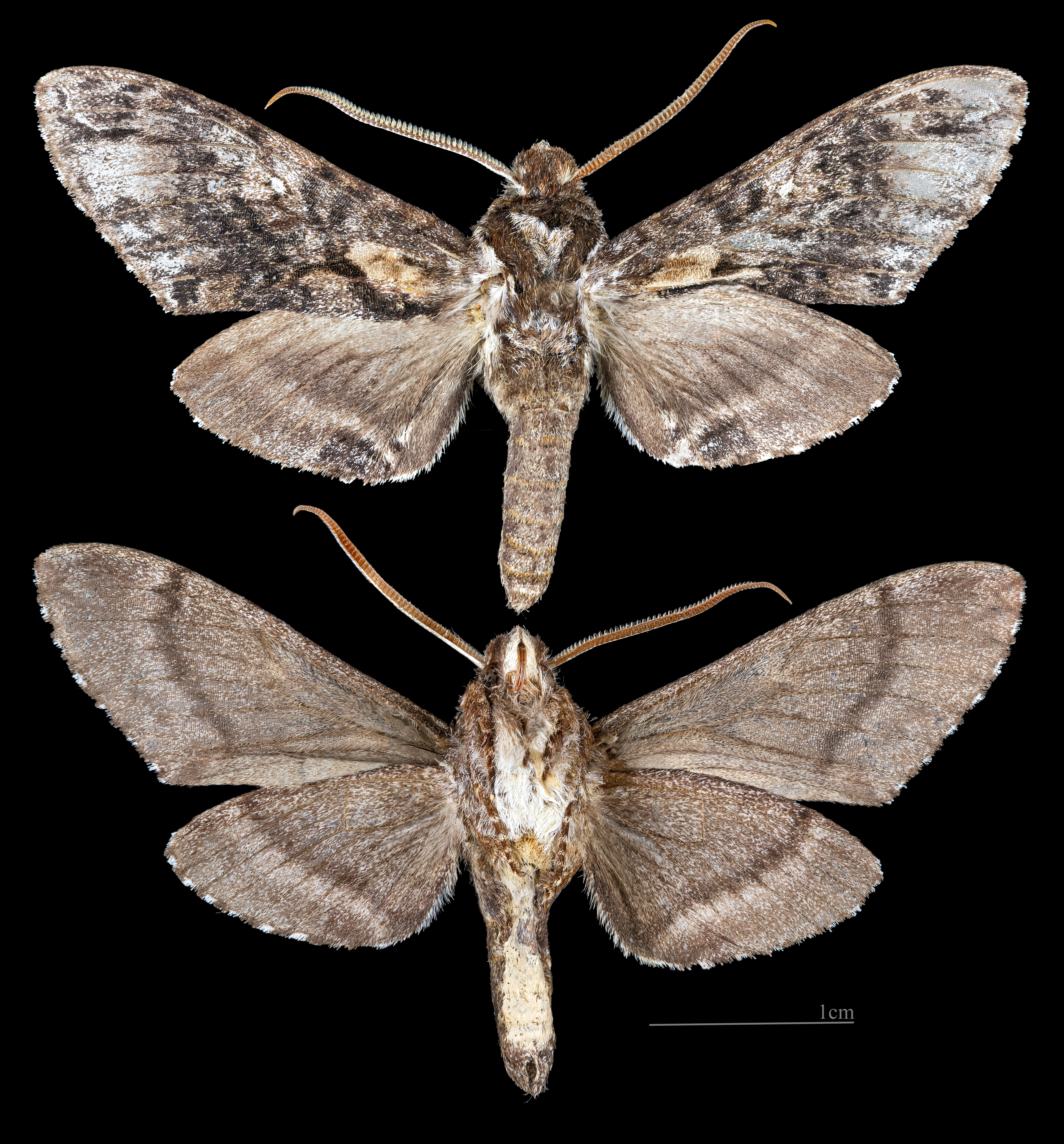
Nannoparce balsa
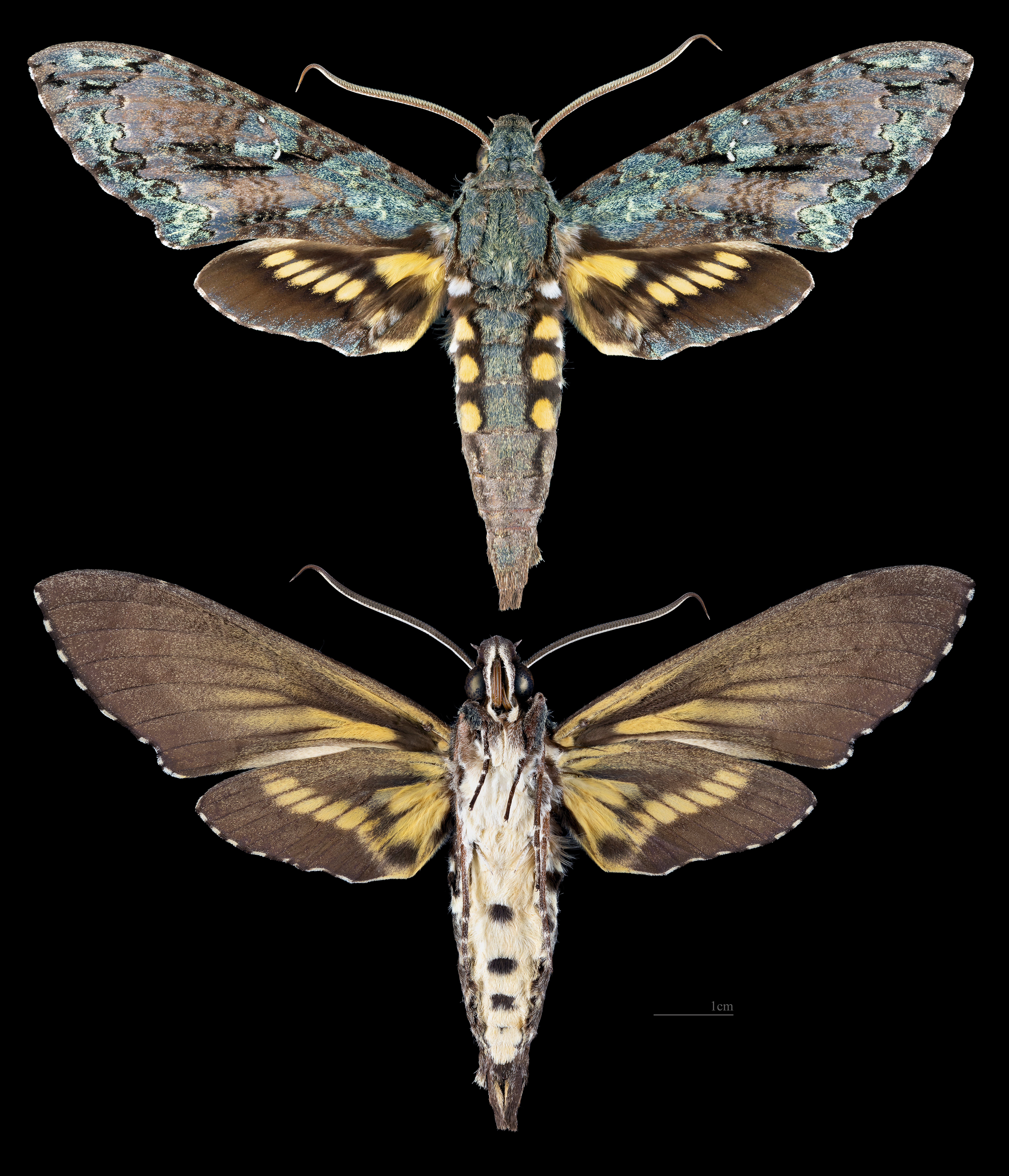
Pseudococytius
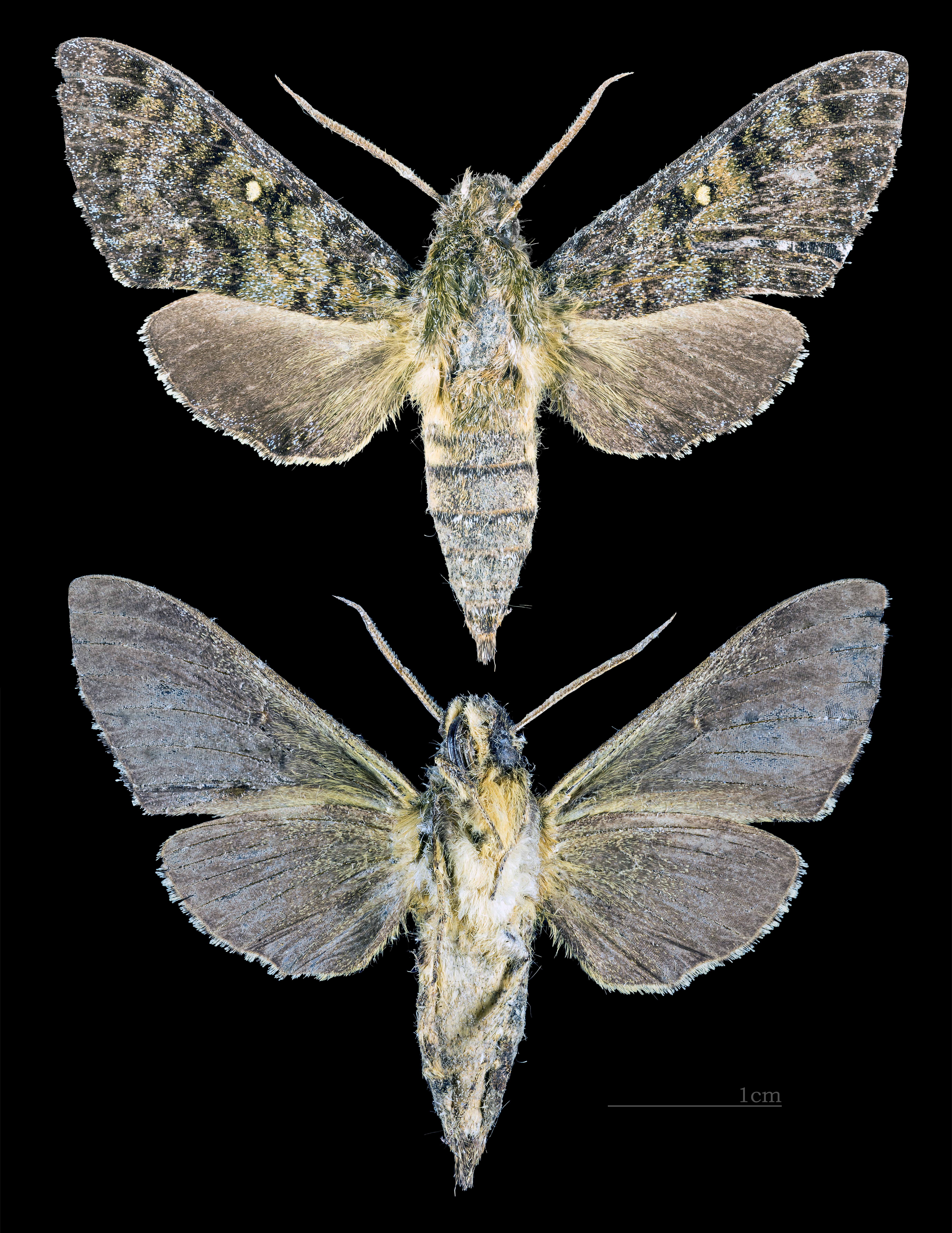
Pseudodolbina
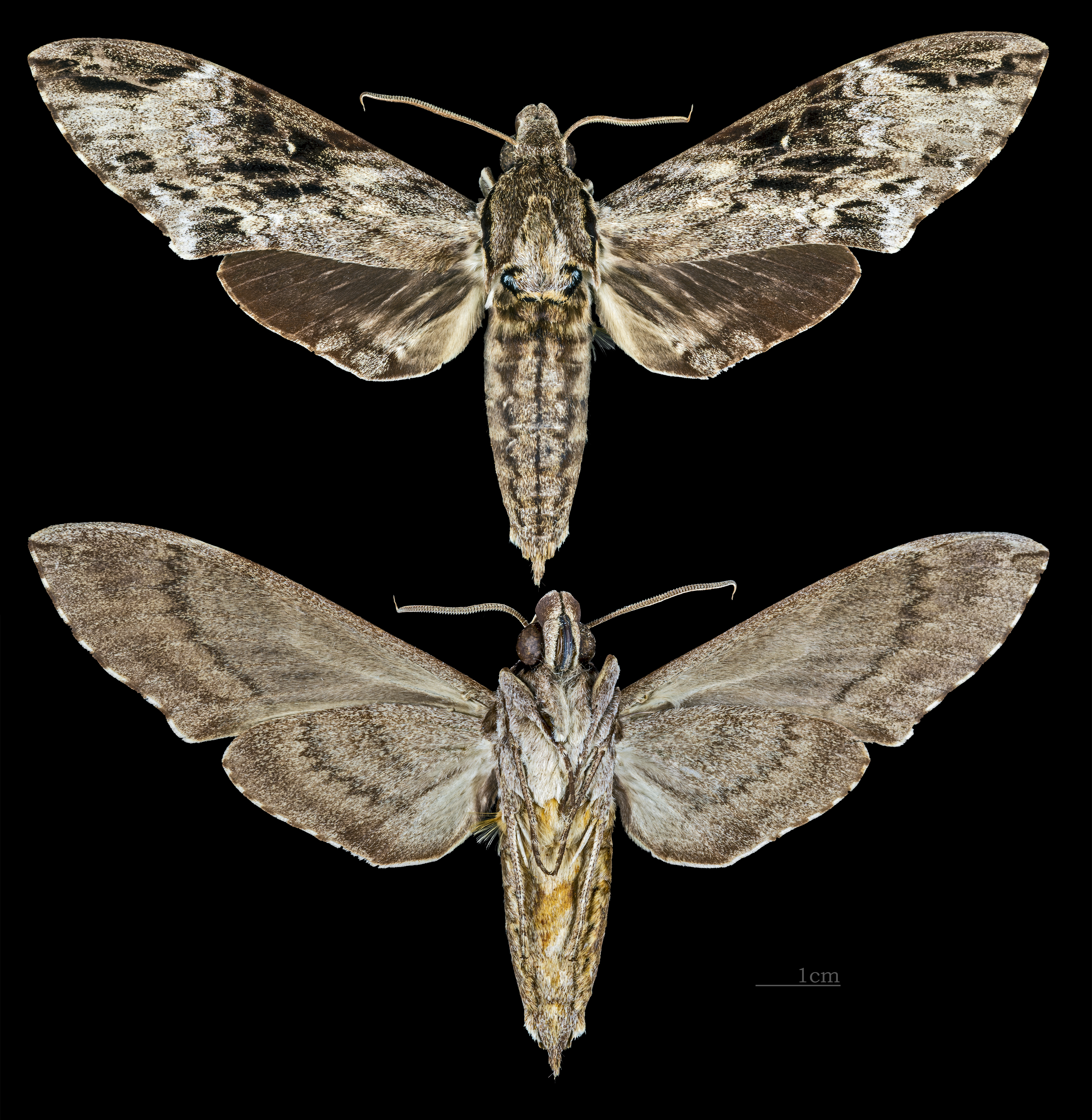
Psilogramma
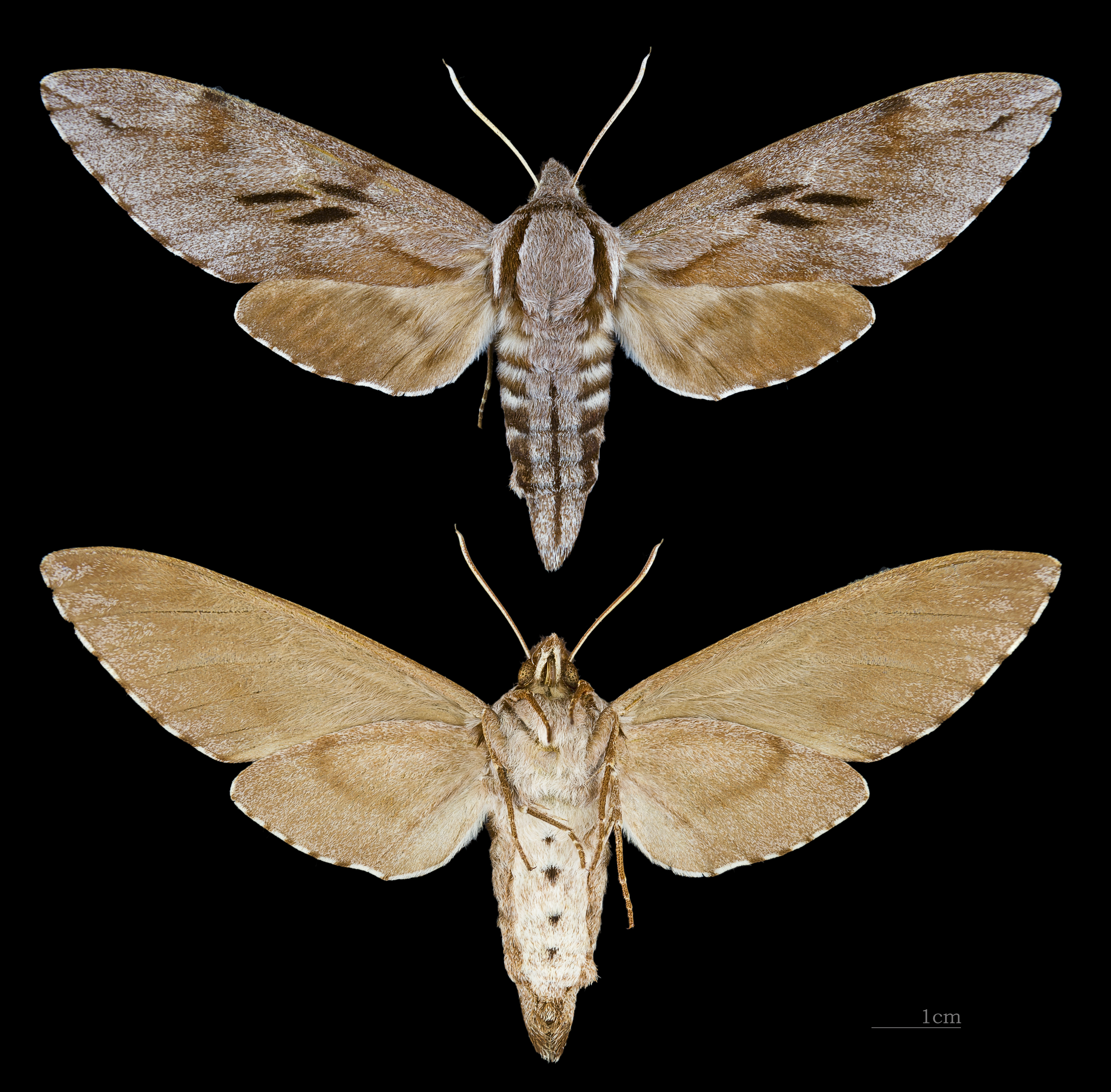
Sphinx